# Jacintha Weimar
Jacintha Weimar (* 11. Juni 1998 in Eindhoven) ist eine niederländische Fußballspielerin. Sie steht seit der Saison 2021/22 beim niederländischen Erstligisten Feyenoord Rotterdam unter Vertrag.

## Karriere

### Vereine
Weimar aus dem Verbandsleistungszentrum CTO Eindhoven hervorgegangen, wurde zur Saison 2016/17 vom FC Bayern München verpflichtet und mit einem bis zum 30. Juni 2018 gültigen Vertrag – der später bis 30. Juni 2020 ausgeweitet wurde – ausgestattet. Ihr Debüt gab sie am 25. September 2016 (4. Spieltag) in der 2. Bundesliga Süd beim 2:1-Sieg der zweiten Mannschaft über den 1. FC Köln. Ihr Pflichtspieldebüt für die erste Mannschaft gab sie am 9. September 2018 beim 3:0-Zweitrunden-Sieg im DFB-Pokal-Wettbewerb gegen den FF USV Jena. In der Bundesliga debütierte sie am 5. Dezember 2018 (11. Spieltag) beim 9:0-Sieg im Heimspiel gegen Borussia Mönchengladbach.
Zur Saison 2020/21 wechselte sie zum Bundesliga-Konkurrenten SC Sand, anschließend wurde sie vom niederländischen Erstligisten Feyenoord Rotterdam verpflichtet.

### Nationalmannschaft
Weimar spielte bereits für die U16-Nationalmannschaft, bevor sie zu ihrem einzigen Länderspiel für die U17-Nationalmannschaft kam, das am 27. Oktober 2014 gegen die Auswahl Sloweniens 2:2 unentschieden endete. Ihr Debüt für die U19-Nationalmannschaft gab sie am 5. April 2016 beim 7:2-Sieg in Hengelo gegen die Auswahl Tschechiens.
Am 11. Juli 2022 wurde sie für Torhüterin  Sari van Veenendaal aufgrund deren im Spiel gegen Schweden erlittenen Schulterverletzung für die EM 2022 nachnominiert. Sie kam dort aber nicht zum Einsatz. Im November 2022 wurde sie auch für die letzten beiden Freundschaftsspiele des Jahres nominiert, wartet aber noch auf ihren ersten Einsatz. 
Am 30. Juni 2023 wurde sie für die WM-Endrunde nominiert. Sie war die einzige Spielerin im Kader ohne A-Länderspiel.